# Gábor György (orvos)
Gábor György, születési nevén Grünwald György (Budapest, Erzsébetváros, 1913. december 17. – Budapest, 1979. június 8.) magyar orvos, belgyógyász, kardiológus, egyetemi tanár, az orvostudományok doktora.

## Élete
Grünwald Jenő (1885–1947) állatorvos és Krámer Róza (1890–1974) fiaként született a Dohány utca 61. szám alatt. 1923-ban családnevét apjával együtt Gáborra magyarosította. Középiskolai tanulmányait a budapesti Berzsenyi Dániel Reálgimnáziumban végezte, majd 1931 és 1933 között az Állatorvosi Főiskolán, 1933-tól 1938-ig pedig a Pázmány Péter Tudományegyetemen tanult, végül 1938-ban a pécsi Erzsébet Tudományegyetemen szerzett általános orvosi diplomát. Zsidó orvosként nem tudott elhelyezkedni az egyetemi klinikán, így a budapesti Maglódi úti Horthy Miklós Kórházban kezdett dolgozni segédorvosként, majd a Szent Rókus Kórház, 1941-ben pedig a Bajai Kórház Klinikai Diagnosztikai Osztályának segédorvosa lett. 1943-ban belgyógyász szakorvosi vizsgát tett.
1945-től 1946-ig a budapesti MÁV-kórház, majd 1946 és 1948 között a Budapesti Orvostudományi Egyetem I. sz. Belklinikájának díjtalan gyakornoka volt. 1948-ban fizetéstelen, 1949-ben fizetéses tanársegéd lett, majd egyetemi adjunktus, 1951-től 1959-ig pedig a III. sz. Belgyógyászati Klinika egyetemi docense volt. 1952-ben az orvostudományok kandidátusa lett, 1953-ban pedig pártőiskolát végzett. 1953 és 1955 között a BOTE Marxizmus-Leninizmus Tanszékét vezette, majd 1957-ig a Tanszék külső munkatársaként is dolgozott. 1959 és 1966 között a BOTE, illetve a SOTE II. sz. Belgyógyászati Klinikájának egyetemi docense, majd a IV. sz. Belgyógyászati Klinika egyetemi tanára volt. 1965-ben az orvostudományok doktora lett. 1966-tól 1977-ig az Országos Kardiológiai Intézet igazgatója, majd főigazgatója volt.
Elnöke volt a Magyar Kardiológusok Társaságának, vezetőségi tagja a Korányi Sándor Társaságnak és alelnöke az Orvos-egészségügyi Szakszervezet Belgyógyász Szakcsoportjának, valamint választmányi tagja a TIT egészségügyi szakosztályának. A Nemzetközi és az Európai Kardiológiai Társaság tagja, valamint az Amerikai Kardiológiai Társaság, az NDK Kardiológiai és Angiológiai Társasága, a Grúz Orvosi Társaság és a Perui Kardiológiai Társaság tiszteletbeli tagja is volt. 1972-ben a Cardiologia Hungarica c. folyóirat főszerkesztője lett.
Eleinte az elektrokardiográfia kérdéseivel, majd a szív dinamikájának vizsgálatával foglalkozott, emellett vizsgálta a szív saját vérellátását és tanulmányozta a koronáriakeringés patomechanizmusát is. Jelentős szerepe volt a magyar kardiológia világszínvonalra emelésében és abban, hogy az Országos Kardiológiai Intézet az ENSZ Egészségügyi Világszervezete (WHO) egyik referencia-központjává vált.
1979-ben hunyt el Budapesten, a Farkasréti temetőben nyugszik. Sírját 2004-ben a Nemzeti Emlékhely és Kegyeleti Bizottság védetté nyilvánította. 

## Főbb művei
- Angina pectoris-myocardium infarctus (Budapest, 1963)
- Szívbetegségekről-szívbetegeknek (Budapest, 1964)
- Cardiologia az orvosi gyakorlatban (Budapest, 1972)

## Emlékezete
Nevét a Magyar Kardiológusok Társasága által alapított Gábor György-díj és az Országos Kardiológiai Intézet Gábor György-alapítványa viseli.